# Gerry
Gerry es una película estadounidense estrenada en 2002, dirigida por Gus Van Sant y protagonizada por Matt Damon y Casey Affleck. 

## Sinopsis
Dos amigos inician un viaje por carretera, hasta que en un momento dado deciden abandonarla e internarse en lo desconocido. Sin un camino definido por delante, estos dos 'Gerrys' se lanzan a una travesía sin retorno que les llevará a perderse en el desierto. Pero el buen humor y la confianza en ellos mismos les empujarán a seguir adelante hasta que, un día, se dan cuenta de su dramática situación y, sin quererlo, ponen a prueba la robustez de su amistad.

## Comentario
Un viaje en busca de lo desconocido, dirigido por Gus Van Sant (Good Will Hunting), rodado un año antes que Elephant, su último éxito. Dos jóvenes que se enfrentan a sí mismos tras perderse en el desierto, interpretados por Matt Damon (El talento de Mr. Ripley) y Casey Affleck (Ocean's Eleven). Una cinta con escasos diálogos en la que la imagen y la fotografía —a cargo de Harris Savides (Descubriendo a Forrester)— adquieren una enorme importancia.